# Volcán Chupiquiña
El volcán o nevado Chupiquiña (del aymara Chupikiña ) es un volcán en la frontera de Chile y Perú, de unos 5805 metros sobre el nivel del mar. Del lado chileno se encuentra en la región de Arica y Parinacota, Provincia de Parinacota, y del lado peruano se encuentra en el departamento de Tacna, provincia de Tacna, distrito de Palca. Chupiquiña se encuentra al sureste de Achacollo y al sur del volcán Huancune, cerca del volcán chileno Tacora.

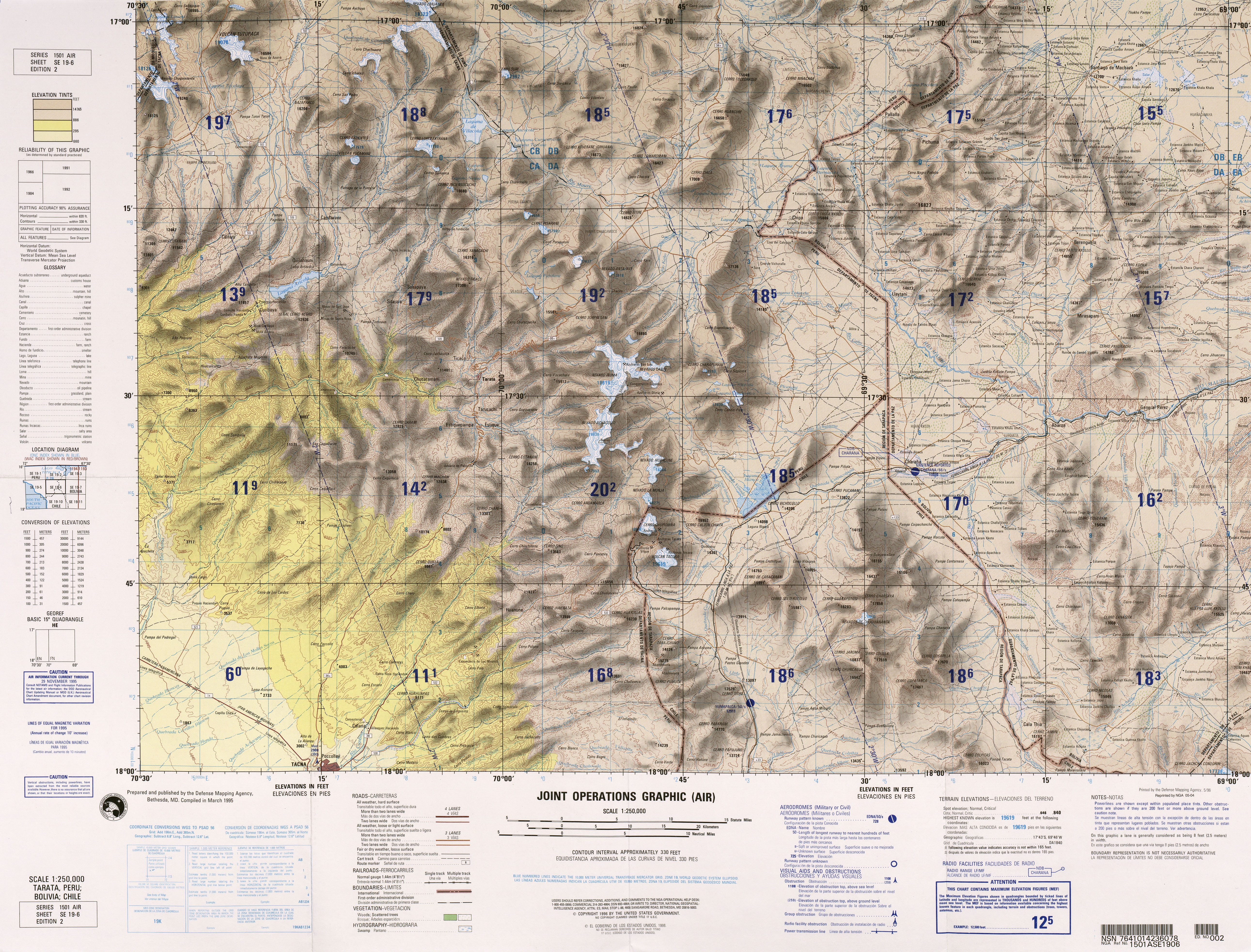
Mapa de la zona mostrando la ubicación de Chupiquiña